# 戦術航空士

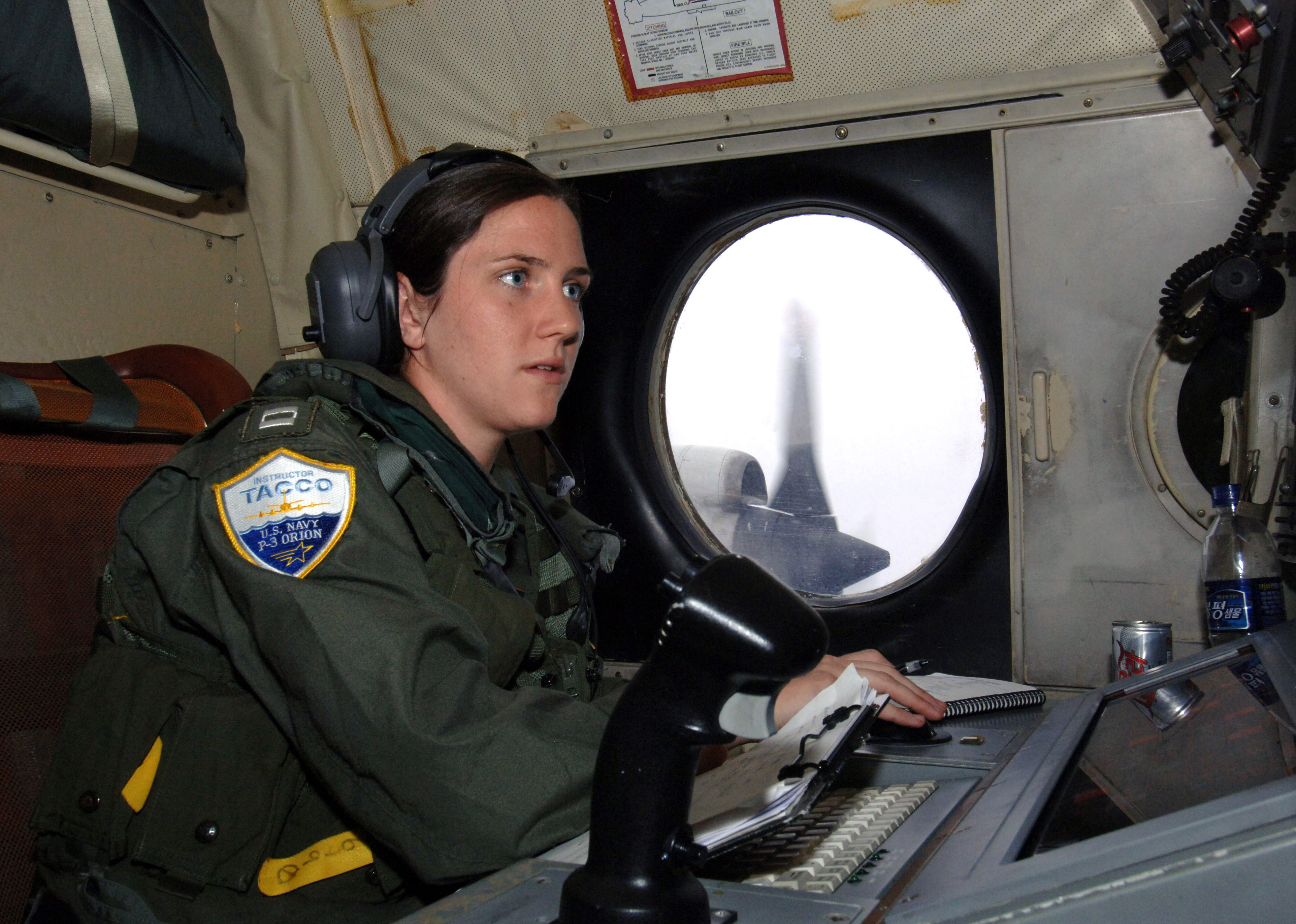
P-3Cに搭乗する戦術航空士（アメリカ海軍）

戦術航空士（せんじゅつこうくうし、英: tactical coordinator、TACCO、TACO、タコ、タコー）は、哨戒機に搭乗し哨戒パターンの設定やソノブイの敷設プランを設定するなど、戦術的な判断を下す航空機搭乗員。戦術調整士と訳されることもある。
航空機運航上の機長である指揮操縦士（PIC:Pilot in command）よりも戦術航空士のほうが先任である場合、戦術面で命令優先権を有するため任務機長（Mission Commander）として作戦に関し指揮を統括する。哨戒機に搭乗するためパトロールプレーン・コマンダー（PPC:Patrol Plane Commander）とも呼ばれる。

## 海上自衛隊
固定翼哨戒機（P-3C、P-1）に搭乗する。回転翼哨戒機には乗務しない。P-3Cでは1名乗務するが、P-1では作戦の高度化に応じ、TACCO1・TACCO2の2名が乗務し、TACCO2がTACCO1を補佐する。
海上自衛隊の各航空基地にはASWOC（アズオック、anti-submarine warfare operation center、航空対潜水艦戦作戦センター）があり、衛星通信システムを介して命令の受領と戦術の実施状況を報告し、実質的な戦術の調整、選択によって効率的な哨戒任務を遂行することが使命である。また脱出時に降下の指示を下すなど、緊急時でも機長として扱われる。
主に航空学生から選抜されるが、防衛大学校や一般大学の卒業生からなる一般幹部候補生出身者もいる。幹部候補生学校を卒業する前の航空学生出身の飛行幹部候補生を除き、戦術航空士は全員が幹部である。
操縦士と同様に単独飛行も認められ初等操縦訓練を修了した後に、本人の希望または適性により操縦士候補生と別れ、対潜戦を学ぶ専門課程へと進む。戦術航空士の養成課程を修業すると、操縦士と同じ金色のウィングマークが授与される。
救難機ではベテラン操縦士から選出された救難航空士が任務機長として救難プランを設定する。

## アメリカ海軍
固定翼哨戒機（S-3、P-3C、P-8）に搭乗している。任務内容は海上自衛隊とほぼ同等である。P-8には2名が搭乗している。

## リンク
- 戦術航空士とは - 教育航空集団司令部